# Patty Ryan
Patty Ryan (Wuppertal, Alemania Occidental, 6 de mayo de 1961-23 de julio de 2023) fue una cantante alemana más conocida por su canción de europop "You're My Love, You're My Life" de 1986. 

## Carrera musical
También cantó los éxitos "Stay With Me Tonight", "Love is the Name of the Game", y "I Don't Wanna Lose You Tonight" (todos de su álbum debut Love is the Name of the Game). Su estilo es similar al de bandas como Modern Talking, London Boys y Bad Boys Blue (también ha colaborado en ocasiones con Dieter Bohlen de Modern Talking). Algunas de las canciones de su álbum debut se parecen considerablemente a las canciones de Modern Talking, You're My Love, You're My Life (You're My Heart, You 'I'm Feeling So Blue (Hay demasiado azul en extrañarte), y la canción Chinese Eyes incluso se basa en melodías de "You're My Heart, You're My Soul". También cantó el éxito de Danuta Lato "Touch My Heart".
Ryan tuvo su inicio en el negocio de la música con la formación rockabilly Susi & die Rockets , que también participó en el ZDF-Hitparade en 1981 con la canción Dieses Haus ist kein Bahnhof (versión alemana de Sweet Lolita de la banda británica de rockabilly Matchbox).
Los lanzamientos más recientes de Patty Ryan son el sencillo en CD de 2005 "I Gave You All My Love", la compilación de 2006 All the Best (Otre-Media), los éxitos "Ohne Zweifel" (2004) y "Lass mir doch mal meinen Spass" (2005) en Alemania.

## Discografía
- Love Is The Name Of The Game (1987)
- Top Of The Line (1988)
- All the Best (2006)